# Marjan Unger
Marianne (Marjan) Unger-de Boer (Bussum, 11 februari 1946 – aldaar, 27 juni 2018) was een Nederlands kunsthistorica. Ze verwierf bekendheid als auteur van een standaardwerk over het Nederlandse sieraad en als sieraadverzamelaar.

## Biografie
Unger studeerde kunstgeschiedenis aan de Universiteit van Amsterdam (1974-1987). In 1968 trouwde zij met Gerard Unger. Zij was van 1980 tot 1989 hoofdredacteur van het tijdschrift Bijvoorbeeld. Van 1995 tot haar pensionering in 2006 was ze werkzaam als hoofd van de afdeling Vrije Vormgeving aan het Sandberg Instituut, een post-academische opleiding verbonden aan de Gerrit Rietveld Academie te Amsterdam. In 2002 organiseerde Unger de tentoonstelling Zonder wrijving geen glans in het Centraal Museum te Utrecht.
Op 17 maart 2010 promoveerde zij aan de Universiteit Leiden op het sieraad. In verband met haar promotie schonk zij, samen met haar echtgenoot, in 2009 een collectie van 492 Nederlandse sieraden aan het Rijksmuseum Amsterdam. Die schenking bevat naast werk in opdracht van Unger ook werk van andere, voornamelijk Nederlandse sieraadontwerpers maar ook van vele andere edelsmeden en sieraadontwerpers die niet altijd met naam bekend zijn. Ook bevat de collectie buttons van popgroepen als ABBA en muntsieraden.
Unger bracht enkele boeken uit; in 2017 verscheen Jewellery Matters, deels een catalogus van de door haar opgebouwde collectie. De rest van haar collectie schonk ze ook aan het Rijksmuseum. Daarna maakte ze bekend dat ze uitgezaaide botkanker had.
Dr. M. Unger-de Boer overleed in 2018 op 72-jarige leeftijd.

## Tentoonstellingen (selectie)
- 2002 - Zonder wrijving geen glans, Centraal Museum, Utrecht.